# 弗赖斯巴赫
弗赖斯巴赫是德国莱茵兰-普法尔茨州的一个市镇。总面积4.98平方公里，总人口1061人，其中男性536人，女性525人（2011年12月31日），人口密度213人/平方公里。